# Szép József
Szép József (Losonc, 1834 – Salgótarján, 1887. május 6.) énekes színész.

## Életútja
1848-ban honvéd volt. Színpadra lépett 1852-ben, Latabár Endrénél. 1859-ben Aradon működött, onnan elment Miskolcra. Huzamosabb időn át működött Kolozsvárott, majd 1863-ban a budai Népszínháznak volt egyik elismert tagja, Molnár György igazgatása alatt. 1871 húsvétja után a feloszlott szatmári társulatnál Barna Bálinthoz szerződött, augusztus havában Klein Sámuel társulatának tagja volt, 1872—74 telén pedig Győrött játszott. 1877. február 27-én Vácott megülte 25 éves, majd 1884 szeptember havában pedig 30 éves jubileumát, Vágújhelyen, Kárpáthy György társulatánál. Pesti Ihász Lajos társulatánál hunyt el Salgótarjánban. Felesége Mátray Júlia (Laura) színésznő volt, akivel 1859-ben kötött házasságot, később elváltak.